# Daryll Neita
Daryll Saskia Neita (Londres, 29 de agosto de 1996) es una deportista británica que compite en atletismo, especialista en las carreras de velocidad.
Participó en tres Juegos Olímpicos de Verano, obteniendo tres medallas, bronce en Río de Janeiro 2016, bronce en Tokio 2020 y plata en París 2024, en la prueba de 4 × 100 m.
Ganó tres medallas en el Campeonato Mundial de Atletismo entre los años 2017 y 2023, cuatro medallas en el Campeonato Europeo de Atletismo entre los años 2016 y 2024, y una medalla de bronce en el Campeonato Europeo de Atletismo en Pista Cubierta de 2023.

## Palmarés internacional
| Juegos Olímpicos                     | Juegos Olímpicos         | Juegos Olímpicos  | Juegos Olímpicos |
| Año                                  | Lugar                    | Medalla           | Prueba           |
| ------------------------------------ | ------------------------ | ----------------- | ---------------- |
| 2016                                 | Río de Janeiro (Brasil)  | Medalla de plata  | 4 × 100 m        |
| 2020                                 | Tokio (Japón)            | Medalla de bronce | 4 × 100 m        |
| 2024                                 | París (Francia)          | Medalla de plata  | 4 × 100 m        |
| Campeonato Mundial                   |                          |                   |                  |
| Año                                  | Lugar                    | Medalla           | Prueba           |
| 2017                                 | Londres (Reino Unido)    | Medalla de plata  | 4 × 100 m        |
| 2019                                 | Doha (Catar)             | Medalla de plata  | 4 × 100 m        |
| 2023                                 | Budapest (Hungría)       | Medalla de bronce | 4 × 100 m        |
| Campeonato Europeo                   |                          |                   |                  |
| Año                                  | Lugar                    | Medalla           | Prueba           |
| 2016                                 | Ámsterdam (Países Bajos) | Medalla de plata  | 4 × 100 m        |
| 2022                                 | Múnich (Alemania)        | Medalla de bronce | 100 m            |
| 2024                                 | Roma (Italia)            | Medalla de oro    | 4 × 100 m        |
| 2024                                 | Roma (Italia)            | Medalla de plata  | 200 m            |
| Campeonato Europeo en Pista Cubierta |                          |                   |                  |
| Año                                  | Lugar                    | Medalla           | Prueba           |
| 2023                                 | Estambul (Turquía)       | Medalla de bronce | 60 m             |